# Albert Neuberger
Albert Neuberger (* 15. April 1908 in Haßfurt; † 14. August 1996 in Hampstead, London) war ein deutsch-britischer Biochemiker und Mediziner.

## Leben
Er war der Sohn eines jüdischen Geschäftsmanns in der Textilbranche und studierte Medizin an der Universität Würzburg mit dem Abschluss summa cum laude, wonach er kurz in einer Klinik arbeitete. Neben Medizin studierte er auch Chemie und traf bei einem Forschungsaufenthalt in Berlin den späteren Nobelpreisträger Ernst Chain, mit dem er sich befreundete. Wie dieser emigrierte er nach der Machtergreifung der Nationalsozialisten 1933 nach England. Dort promovierte er 1936 bei Charles Robert Harington an der Universität London über die Elektrochemie von Aminosäuren und Proteinen. 1939 ging er an die Universität Cambridge als Beit Memorial Fellow zu Frederick Gowland Hopkins (Medizin-Nobelpreisträger von 1929). Sein Stipendium ermöglichte ihm im Gegensatz zu anderen Emigranten ein relativ gutes Auskommen. In Cambridge betreute er auch Frederick Sanger als Doktoranden und veröffentlichte mit ihm. Ab 1942 war er an den National Institutes for Medical Research in London, ging aber während des Krieges auch als Ernährungsberater der britischen Armee nach Indien. 1950 bis 1955 leitete er die Abteilung Biochemie beim National Institute for Medical Research. Zu seinen Mitarbeitern gehörten dort der Nobelpreisträger von 1952 Archer J. P. Martin und der spätere Nobelpreisträger John W. Cornforth. 1955 bis 1973 war er Professor für Chemische Pathologie am St Mary’s Hospital in London und an der Universität London.
1958 bis 1962 leitete er das Wright-Fleming-Institut am St. Mary’s Hospital (früher von Alexander Fleming geleitet) und holte unter anderem den späteren Nobelpreisträger Rodney Porter an das Institut. Nach der Pensionierung 1973 forschte er weiter an der Charing Cross Hospital Medical School bis in die 1980er Jahre.

## Werk
Er war ein Pionier der Erforschung von Glykoproteinen und bewies 1938 am Beispiel von Ovalbumin als Erster, dass es Proteine gab, die Zuckerbestandteile enthielten. Davor hielt man Proteine (außer die Schleimbestandteile der Mucine) für aus Aminosäuren aufgebaut und Zuckerbestandteile nur für Verunreinigungen. Neuberger wählte Ovalbumin aus Hühnereiern, da es in großen Mengen zur Verfügung stand und damit der Kristallisation zugänglich war, zu einer Zeit als die analytischen Methoden in der Biochemie von Proteinen noch sehr beschränkt waren. Die Arbeit konnte er kriegsbedingt erst in den 1950er Jahren fortsetzen und fand 1956 mit Robin Marshall die erste Verbindungsgruppe (GlcNAc-Asn, Beta-N-Acetylglucosamin-Asparagin) von Kohlehydraten zum Peptid, gleichzeitig mit anderen Gruppen.
1947 bis 1955 war er Herausgeber des The Biochemical Journal und 1968 bis 1981 von Biochimica and Biophysica Acta (Managing Editor).

## Ehrungen und Mitgliedschaften
Er war CBE (1964), Fellow der Royal Society (1951) und Fellow des Royal College of Physicians (FRCP) und der Royal Society of Chemistry. Er war Ehrenmitglied der Biochemical Society und erhielt deren Frederick Gowland Hopkins Medal (1960). Neuberger war Ehrendoktor in Aberdeen, an der Hebräischen Universität in Jerusalem und der University of Hull. 1972 wurde er Mitglied der American Academy of Arts and Sciences.
1967 bis 1969 war er Vorstand der British Biochemical Society.
Ab 1970 war er Vorsitzender im Verwaltungsrat des Lister Institute of Preventive Medicine.

## Familie und Privates
Neuberger war mit Lilian Dreyfuß verheiratet. Zu seinen Söhnen gehören der Immunologe Michael Neuberger, der Oberste Richter in Großbritannien David Neuberger, der Medizinprofessor James Neuberger (University of Birmingham) und der Finanzwissenschaftler Anthony Neuberger (Professor an der University of Warwick). Sein Bruder Herman Neuberger war Rabbi. Neubergers Familie war sehr religiös und auch Neuberger nahm später das Hebräisch-Studium seiner Jugend wieder auf. Er besaß eine Wohnung in Jerusalem und war mehrmals im Jahr dort. Über 20 Jahre war er Vorsitzender des Akademischen Komitees im Verwaltungsrat der Hebräischen Universität.